# ناوشکن کلاس بیگل
ناوشکن کلاس بیگل (به انگلیسی: Beagle-class destroyer) یک کلاس از کشتی است که طول آن ۲۷۵ فوت (۸۳٫۸ متر) می‌باشد.